# اختبار تنبؤي
الاختبار التنبؤي أو الفحص التنبؤي أو الفحص الاستباقي (بالإنجليزية: Predictive testing)‏ هو شكل من أشكال الاختبارات الجينية . والمعروف أيضا باسم اختبار ما قبل الافتراض . تُستخدم هذه الأنواع من الاختبارات للكشف عن طفرات الجينات المرتبطة بالاضطرابات التي تظهر بعد الولادة، وغالبًا ما تظهر في مراحل لاحقة في حياة الإنسان. يمكن أن تكون هذه الاختبارات مفيدة للأشخاص الذين لديهم فرد من العائلة مصاب باضطراب وراثي، ولكن ليس لديهم ميزات للاضطراب بأنفسهم في وقت الاختبار. يمكن للاختبار التنبؤي تحديد الطفرات التي تزيد من خطر إصابة الشخص باضطرابات ذات أساس جيني، مثل أنواع معينة من السرطان. على سبيل المثال، الشخص الذي لديه طفرة في BRCA1 لديه خطر تراكمي بنسبة 65 ٪ من سرطان الثدي. الفحص التنبؤي يمكنه تحديد ما إذا كان الشخص سوف تتطور اضطراب وراثي، مثل داء الاصطباغ الدموي الوراثي (اضطراب الحديد الزائد)، قبل أن تظهر أي علامات أو أعراض. يمكن أن توفر نتائج الاختبارات التنبؤية والتأليفية معلومات حول خطر إصابة شخص ما باضطراب معين وتساعد في اتخاذ القرارات المتعلقة بالرعاية الطبية.
تؤثر التحورات في تلك الجينات أيضاً في خطر الإصابة بأمراض أخرى مثل سرطان البروستات، البنكرياس وسرطان الثدي للذكور. يسبب التحور الجيني في الجين TP53 بأمراض مثل متلازمة لي فراوميني التي تتميز بخطر متزايد للإصابة بالعديد من أنواع السرطان المختلفة، بما في ذلك ساركومة عظمية في العظم، سرطان الثدي، وسرطان المخ، أورام الدماغ، اللوكيميا، الأورام اللحمية الأنسجة اللينة، وسرطان الغدة الكظرية. ترتبط متلازمة كاودن بتحور في الجين PTEN، وتسبب في أنواع متفرقة من السرطانات كأورام بالثدي، بطانة الرحم، الغدة الدرقية، الكلى، القولون والمستقيم، وأعراض بالأمعاء والقولون كالبوليبات المختلطة والأورام العابية. يمكن أن يحدد الفحص الاستباقي احتمالية تطوير الشخص لهذه الأمراض بالإضافة إلى أمراض وراثية أخرى مثل داء الاصطباغ الدموي الوراثي قبل ظهور أي من أعراض المرض. يساعد الفحص على تحديد الخطة الوقائية والعلاجية واتخاذ القرارات المتعلقة بالرعاية الطبية للمريض وتوفير تشخيص أفضل للأطباء.

## روابط خارجية
- تقرير مكتب محاسبة الحكومة مجموعات اختبار الجينية التنبؤية في المنزل